# Apogonops anomalus
Apogonops anomalus è un pesce osseo di acqua salata appartenente alla famiglia Acropomatidae. Vive nelle acque oceaniche subtropicali che circondano l'Australia (ad eccezione della sua porzione settentrionale), Tasmania compresa, e può spingersi anche a diverse centinaia di metri di profondità. Misura quasi 15 cm di lunghezza media, e i maschi hanno una colorazione scura-olivastra nella regione dorsale, biancastra-opalescente nella regione ventrale.